# Camión de recogida de desechos

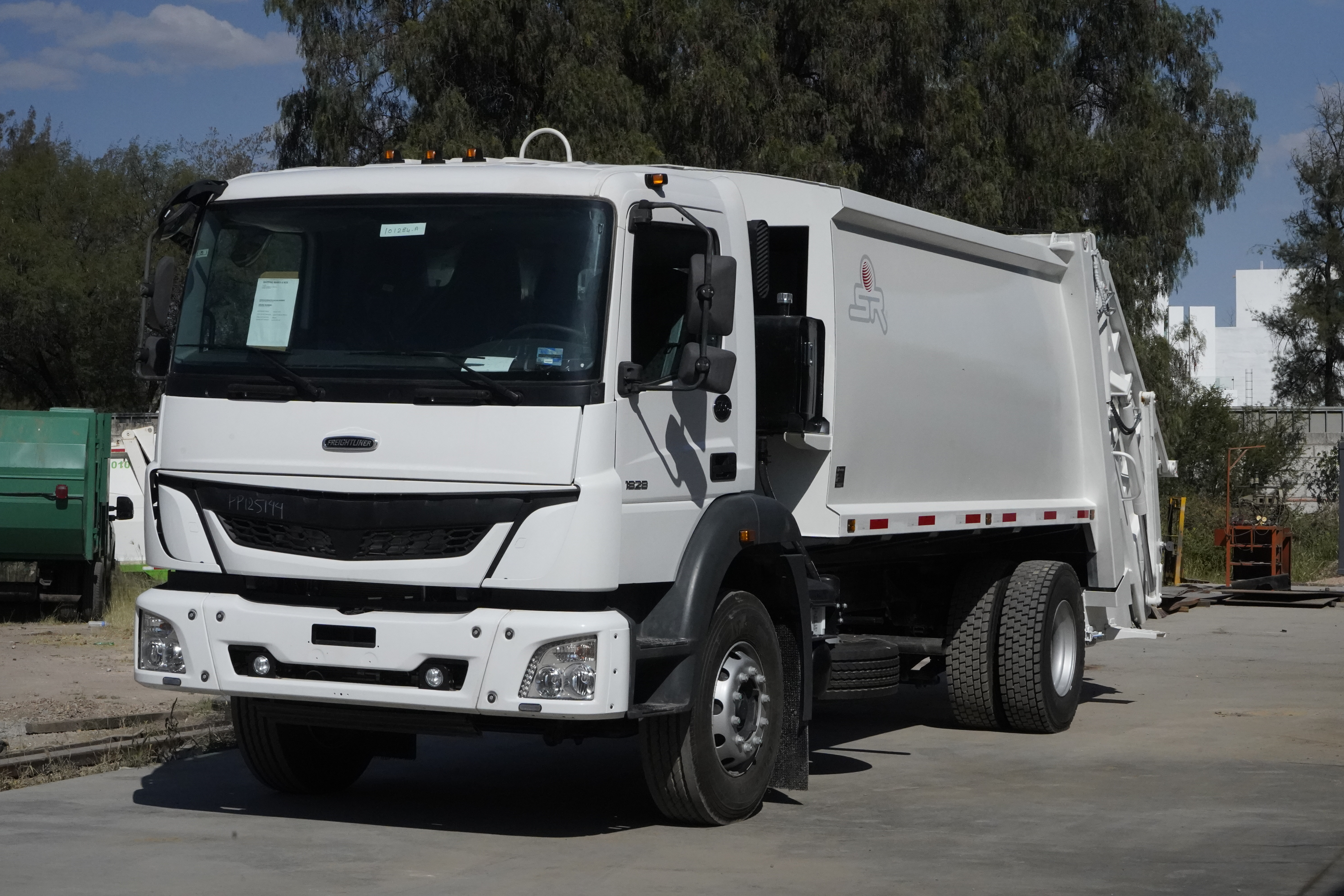
Camión recolector carga trasera MARCA SR

Un camión de recogida de desechos, camión de recogida de R.S.U., o coloquialmente llamado camión de la basura o camión del aseo, es un camión diseñado especialmente para recoger pequeñas cantidades de desechos y transportarlos a vertederos y a centros de tratamiento y reciclaje.
Suelen estar equipados de un mecanismo hidráulico para realizar la elevación del típico contenedor que suele haber en las calles y a su vez realizan el volcado del mismo para depositar la basura en la boca de carga. También puede ofrecer la función de comprimir los desechos para conseguir una mayor capacidad de almacenado.
Existen versiones especiales para la limpieza de contenedores que realizan su ruta detrás de un camión recolector y su función es la limpieza y desinfección de los contenedores una vez que el camión recolector los ha vaciado.  
Son muy comunes en áreas urbanas y también prestan servicio en las zonas rurales, si bien en estas últimas en la mayoría de los casos suelen emplear camiones tipo volquete con este propósito.
Existen 3 tipos:
- Carga lateral: los residuos se recogen desde el lateral del camión
- Carga trasera: los residuos se recogen por la parte posterior del camión
- Carga trasera con grúa: los residuos se recogen por la parte posterior del camión y éste va equipado con una grúa que acerca el contenedor

Pueden tener eje trasero sencillo o doble en tándem, siempre con dobles juegos de ruedas a los lados.

## Vehículos eléctricos
París se va a convertir en la primera ciudad del mundo en sustituir los tradicionales camiones de basura de combustión interna, ruidosos y contaminantes, por otros eléctricos más respetuosos con el descanso de los ciudadanos y el medio ambiente.